# Herrarnas parhoppning i höga hopp i simhopp vid olympiska sommarspelen 2016
Herrarnas parhoppning i höga hopp i simhopp vid olympiska sommarspelen 2016 i Rio de Janeiro ägde rum 8 augusti i Maria Lenk Aquatics Center.

## Medaljörer
| Event                      | Guld                     | Silver                           | Brons                                       |
| 10 m parhoppning höga hopp | Chen Aisen, Lin Yue Kina | David Boudia, Steele Johnson USA | Tom Daley, Daniel Goodfellow Storbritannien |

## Resultat
| Placering | Simhoppare                                   | Hopp  | Hopp  | Hopp  | Hopp  | Hopp   | Hopp  | Totalt |
| Placering | Simhoppare                                   | 1     | 2     | 3     | 4     | 5      | 6     | Totalt |
| --------- | -------------------------------------------- | ----- | ----- | ----- | ----- | ------ | ----- | ------ |
| 1         | Kina Chen Aisen Lin Yue                      | 57,00 | 57,00 | 92,82 | 85,32 | 106,56 | 98,28 | 496,98 |
| 2         | USA David Boudia Steele Johnson              | 54,00 | 53,40 | 83,52 | 85,68 | 85,47  | 95,04 | 457,11 |
| 3         | Storbritannien Tom Daley Daniel Goodfellow   | 51,60 | 49,80 | 79,68 | 81,60 | 92,13  | 89,64 | 444,45 |
| 4         | Tyskland Patrick Hausding Sascha Klein       | 51,00 | 48,60 | 74,88 | 92,88 | 84,66  | 86,40 | 438,42 |
| 5         | Mexiko Iván García Germán Sánchez            | 51,60 | 49,20 | 79,92 | 82,14 | 77,22  | 83,22 | 423,30 |
| 6         | Ukraina Maksym Dolhov Oleksandr Horsjkovozov | 50,40 | 49,80 | 77,76 | 84,48 | 68,82  | 90,72 | 421,98 |
| 7         | Ryssland Viktor Minibaev Nikita Sjleicher    | 51,00 | 48,60 | 78,54 | 67,71 | 87,48  | 84,24 | 417,57 |
| 8         | Brasilien Jackson Rondinelli Hugo Parisi     | 49,80 | 48,00 | 71,10 | 70,08 | 61,38  | 68,16 | 368,52 |